# 잔비야

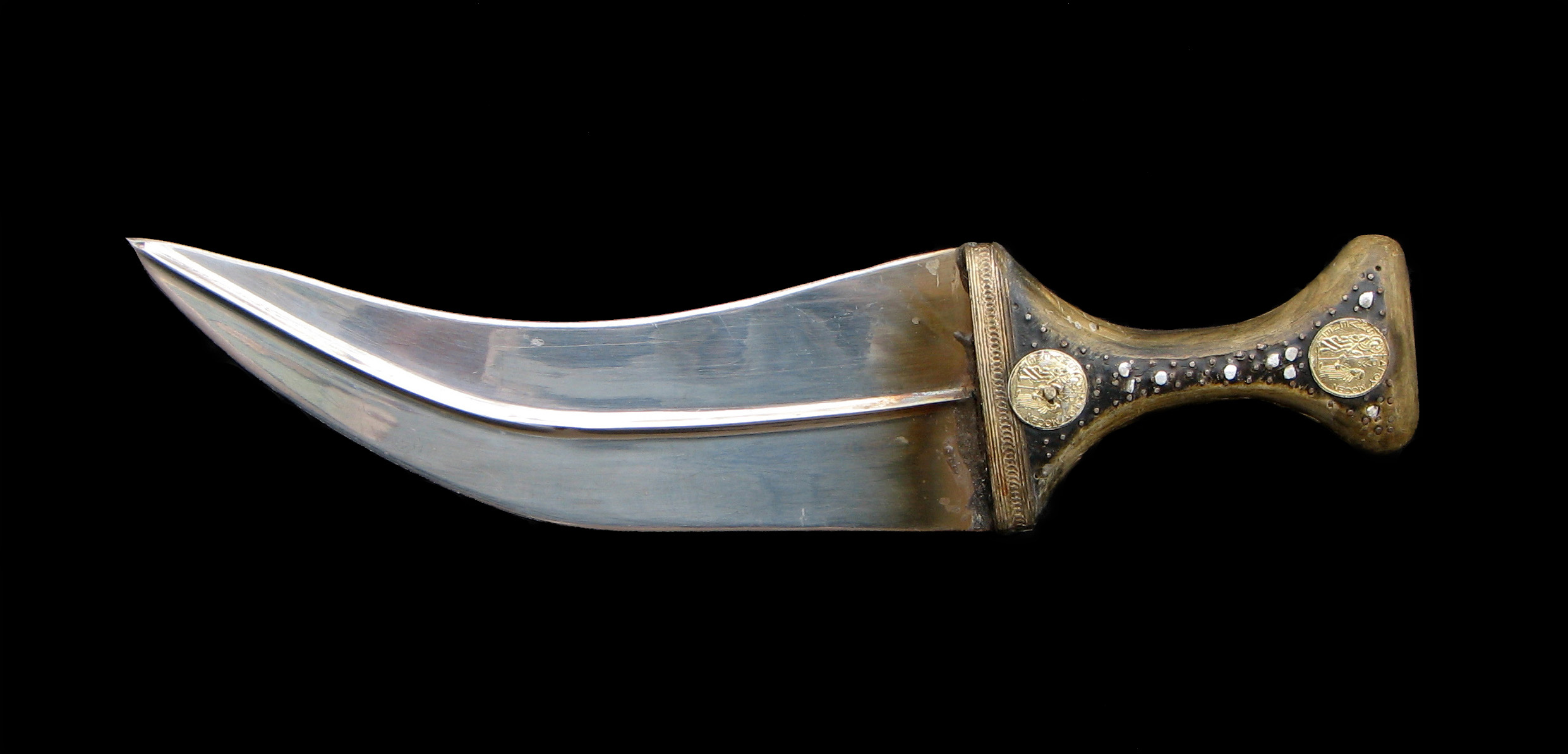
예멘의 잔비야

잔비야(جنبية , janbīyah)는 아라비아 지역에서 사용되는 단검의 일종으로, 잘비아, 잡비야, 잡비아라고도 불린다.

## 개요
몸체는 곡선 구조로 이루어져 있으며 양날검 형태가 일반적이고 항상 벨트에 휴대한다. 칼날의 중앙에는 홈이 있고 무늬나 칼집의 형태는 여러가지가 있다. 칼집의 경우는 비교적 길쭉하게 만들어지는데 이는 칼을 뽑기 쉽게 설계한 것이다.
잔비야는 전투 이외에도 종교적 의식에 사용되고, 할례나 결혼 시에도 착용할 수 있다. 아라비아 반도에서는 잔비야를 소유하는 것이 ‘자유인’의 긍지를 나타낸다. 이러한 이유로 명예를 박탈하는 형벌로 잔비야를 몰수하는 종류도 있다. 현재에도 일부 아랍 국가에서는 잔비야를 사용하고 있는데 특히 예멘 지역에서 남자는 14세 이상이 되면 잔비야를 소지할 수 있게 된다.